# Bộ Chính trị Đảng Cộng sản Trung Quốc khóa XII

### Đại hội Đảng Cộng sản Trung Quốc lần thứ 12
| Đại hội Đảng Cộng sản Trung Quốc lần thứ 12 (1982) | Đại hội Đảng Cộng sản Trung Quốc lần thứ 12 (1982) | Đại hội Đảng Cộng sản Trung Quốc lần thứ 12 (1982)                                                                             | Đại hội Đảng Cộng sản Trung Quốc lần thứ 12 (1982)                                                                                                |
| Thứ tự                                             | Tên                                                | Chức vụ Đảng và Nhà nước | Ghi chú khác |
| -------------------------------------------------- | -------------------------------------------------- | --- | --- |
| 1                                                  | Vạn Lý                                             | Bí thư Trung ương Đảng Phó Thủ tướng Ủy viên Thường vụ Đại hội Đại biểu Nhân dân Toàn quốc                                     | |
| 2                                                  | Tập Trọng Huân                                     | Bí thư Trung ương Đảng Phó ủy viên trương Nhân Đại                                                                             | Bố của Tổng Bí thư,Chủ tịch nước Tập Cận Bình |
| 3                                                  | Vương Chấn                                         | Hiệu trưởng trường Đảng Trung ương,Phó Chủ nhiệm Ủy ban Cố vấn Trung ương                                                      | Từ chức Ủy viên Bộ Chính trị tại Hội nghị Trung ương 5 (1985)                                                                                     |
| 4                                                  | Vi Quốc Thanh                                      | Phó chủ tịch Hội nghị Chính trị Hiệp thương Nhân dân                                                                           | (dân tộc Tráng)Từ chức Ủy viên Bộ Chính trị tại Hội nghị Trung ương 5 (1985)                                                                      |
| 5                                                  | Ô Lan Phu                                          | Phó Chủ tịch Nước | (dân tộc Mông Cổ)Từ chức Ủy viên Bộ Chính trị tại Hội nghị Trung ương 5 (1985)                                                                    |
| 6                                                  | Phương Nghị                                        | Phó Thủ tướng | |
| 7                                                  | Đặng Tiểu Bình                                     | Chủ tịch Quân ủy Trung ương | Ủy viên thứ 3 Ban Thường vụ Bộ Chính trị |
| 8                                                  | Đặng Dĩnh Siêu                                     | Chủ tịch Chính Hiệp | (nữ)Từ chức Ủy viên Bộ Chính trị tại Hội nghị Trung ương 5 (1985)                                                                                 |
| 9                                                  | Diệp Kiếm Anh                                      | Phó Chủ tịch Quân ủy Trung ương                                                                                                | Ủy viên thứ 2 Ban Thường vụ Bộ Chính trị Từ chức Ủy viên Bộ Chính trị tại Hội nghị Trung ương 5 (1985)                                            |
| 10                                                 | Lý Tiên Niệm                                       | Chủ tịch Nước | Ủy viên thứ 5 Ban Thường vụ Bộ Chính trị |
| 11                                                 | Lý Đức Sinh                                        | Ủy viên Chính trị Đại học Quốc phòng                                                                                           | Từ chức Ủy viên Bộ Chính trị tại Hội nghị Trung ương 5 (1985)                                                                                     |
| 12                                                 | Dương Thượng Côn                                   | Phó Chủ tịch Quân ủy Trung ương                                                                                                | |
| 13                                                 | Dương Đắc Chí                                      | Tổng Tham mưu Trưởng Quân Giải phóng Nhân dân                                                                                  | |
| 14                                                 | Dư Thu Lý                                          | Chủ nhiệm Tổng cục Chính trị Giải phóng Nhân dân Quân                                                                          | |
| 15                                                 | Tống Nhậm Cùng                                     | Trưởng ban Tổ chức Trung ương                                                                                                  | Từ chức Ủy viên Bộ Chính trị tại Hội nghị Trung ương 5 (1985)                                                                                     |
| 16                                                 | Trương Đình Phát                                   | Tư lệnh Không quân Quân Giải phóng Nhân dân                                                                                    | Từ chức Ủy viên Bộ Chính trị tại Hội nghị Trung ương 5 (1985)                                                                                     |
| 17                                                 | Trần Vân                                           | Bí thư Ủy ban Kiểm tra Kỷ luật Trung ương                                                                                      | Ủy viên thứ 6 Ban Thường vụ Bộ Chính trị |
| 18                                                 | Triệu Tử Dương                                     | Phó Chủ tịch Đảng,Thủ tướng Quốc vụ viện Tổng Bí thư,Phó Chủ tịch Quân ủy Trung ương (tại Hội nghị Chính trị mở rộng năm 1987) | Ủy viên thứ 4 Ban Thường vụ Bộ Chính trị |
| 19                                                 | Hồ Kiều Mộc                                        | | Chủ trì soạn thảo " Trung Quốc Cộng sản Đảng Trung ương Ủy viên Hội quan vu Kiến Quốc dĩ lai Đảng đích Nhược Can Lịch sử vấn đề đích Quyết nghị " |
| 20                                                 | Hồ Diệu Bang                                       | Tổng Bí thư Trung ương | Ủy viên thứ 1 Ban Thường vụ Bộ Chính trị |
| 21                                                 | Nhiếp Vinh Trăn                                    | Phó Chủ tịch Quân ủy Trung ương                                                                                                | Từ chức Ủy viên Bộ Chính trị tại Hội nghị Trung ương 5 (1985)                                                                                     |
| 22                                                 | Nghê Chí Phúc                                      | Chủ tịch Tổng Công hội Toàn quốc                                                                                               | |
| 23                                                 | Từ Hướng Tiền                                      | Phó Chủ tịch Quân ủy Trung ương                                                                                                | Từ chức Ủy viên Bộ Chính trị tại Hội nghị Trung ương 5 (1985)                                                                                     |
| 24                                                 | Bành Chân                                          | Ủy viên Trưởng Ủy ban Thường vụ Nhân Đại                                                                                       | |
| 25                                                 | Liệu Thừa Chí                                      | | Mất năm 1983 |
| Ủy viên Dự khuyết                                  |                                                    | | |
| Thứ tự                                             | Tên                                                | Chức vụ Đảng và Nhà nước | Ghi chú khác |
| 1                                                  | Diêu Y Lâm                                         | Bí thư Trung ương Đảng,Phó Thủ tướng                                                                                           | Bầu bổ sung vào Bộ Chính trị tại Hội nghị Trung ương 5                                                                                            |
| 2                                                  | Tần Cơ Vĩ                                          | Tư lệnh Chính ủy Quân khu Bắc Kinh                                                                                             | |
| 3                                                  | Trần Mộ Hoa                                        | Chủ tịch Ngân hàng Nhân dân | (nữ) |
| Bầu bổ sung tại Hội nghị Trung ương 5 (1985)       |                                                    | | |
| Thứ tự                                             | Tên                                                | Chức vụ Đảng và Nhà nước | Ghi chú khác |
| 1                                                  | Điền Kỷ Vân                                        | Phó Thủ tướng | |
| 2                                                  | Kiều Thạch                                         | Bí thư Trung ương Đảng,Trưởng ban Liên lạc Đối ngoại Trung ương                                                                | |
| 3                                                  | Lý Bằng                                            | Phó Thủ tướng → Quyền Thủ tướng (87-88)                                                                                        | |
| 4                                                  | Ngô Học Khiêm                                      | Bộ trưởng Bộ Ngoại giao | |
| 5                                                  | Hồ Khải Lập                                        | Bí thư Trung ương Đảng | |
| 6                                                  | Diêu Y Lâm                                         | | |